# Lacs de Frémamorte
Les lacs de Frémamorte sont situés dans le massif du Mercantour, à partir de 2 348 m d'altitude.

## Présentation

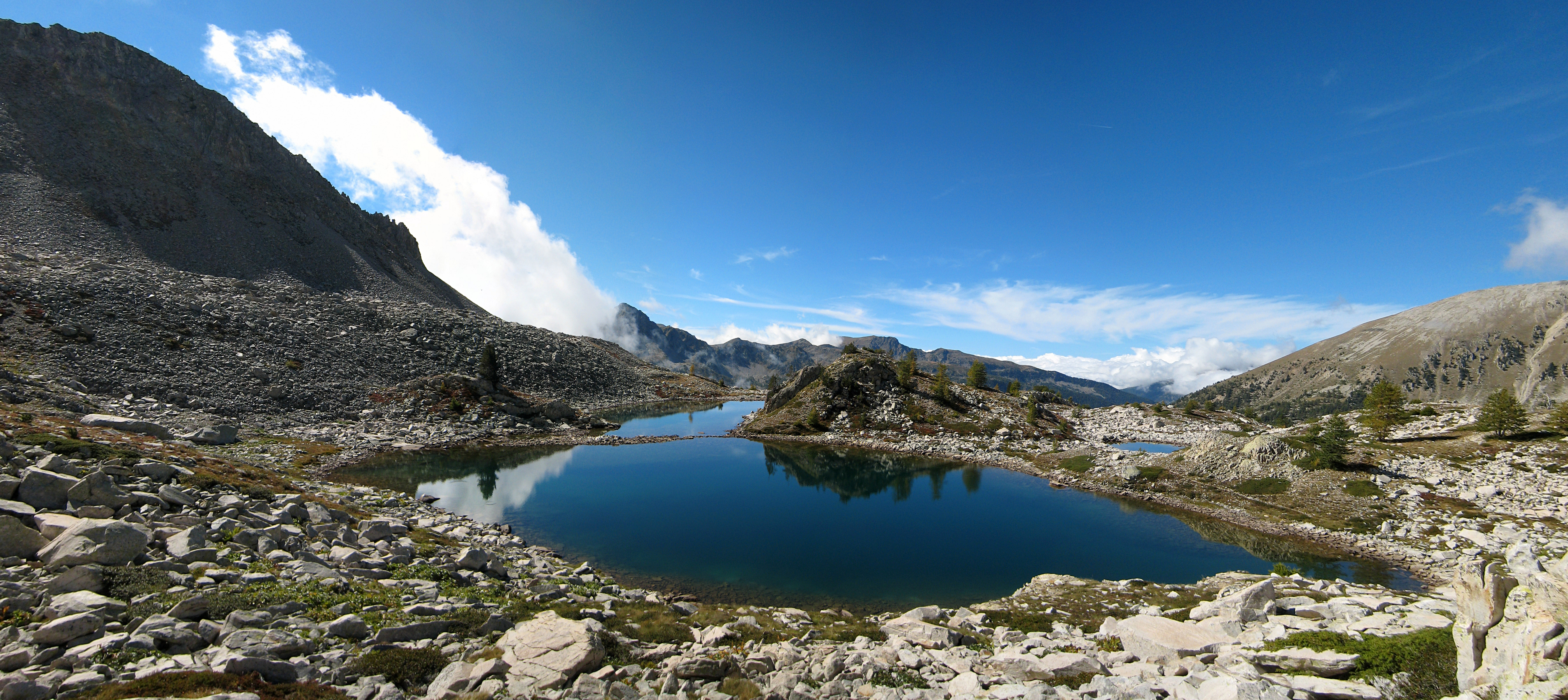
Lacs de Frémamorte
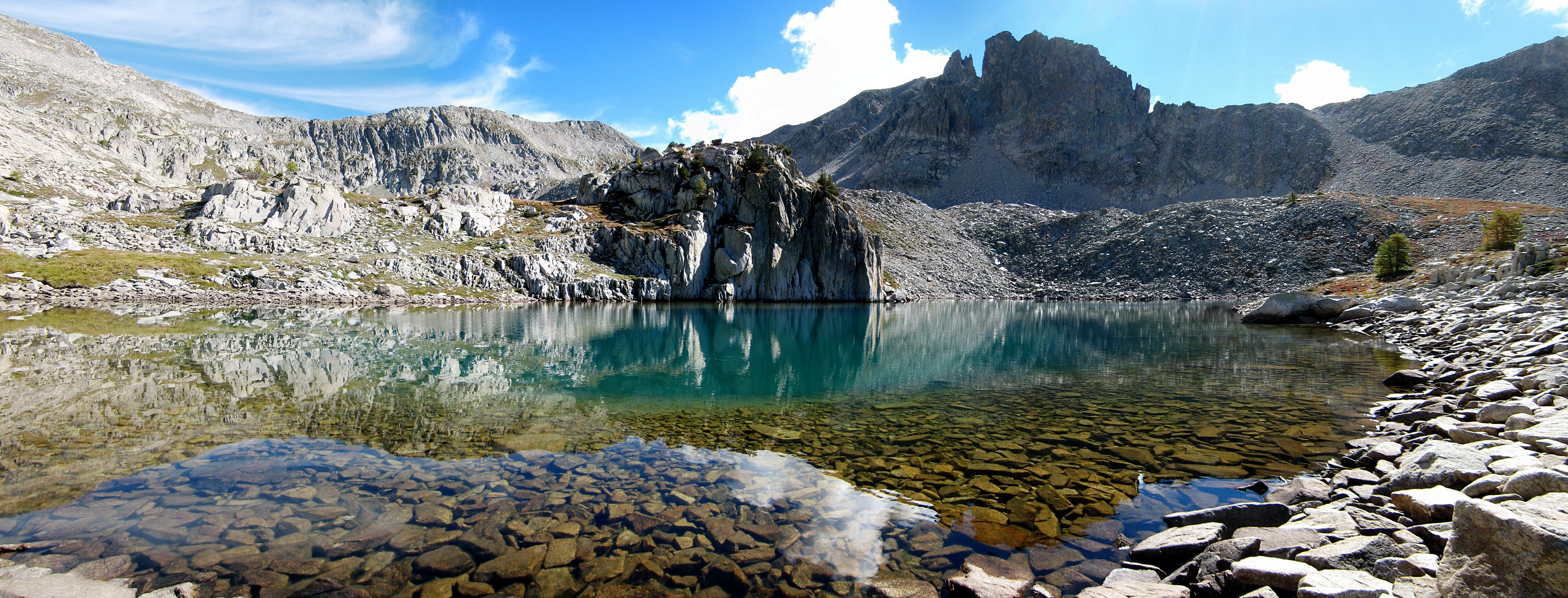
Lac de Fremamorte